# Trail Out
Trail Out es un videojuego de carreras de combate en vehículos desarrollado por Good Boys y publicado por Crytivo para iOS, Nintendo Switch, PlayStation 4, Windows y Xbox One. Fue lanzado el 7 de septiembre de 2022. Su concepto y diseño está inspirado en FlatOut 2 y que además cuenta con múltiples referencias a la cultura popular.

## Jugabilidad
Trail Out es un juego de carreras inspirado en juegos como la serie FlatOut en donde se participa en carreras con choques, explosiones y destrucción. Hay modos de juego como carreras estándar, derbis de destrucción, conducción acrobática y un modo de escape en el que un helicóptero dispara a cualquiera que quede en último lugar.
Trail Out cuenta con 40 autos en diferentes clases, diferentes épocas y diferentes condiciones, cada uno de los cuales se puede convertir en restos indistinguibles con el motor de física del juego. Trail Out también cuenta con multijugador para hasta 4 jugadores a través de pantalla dividida y la función Remote Play de Steam.

## Recepción
Trail Out recibió críticas "generalmente favorables" de parte de los usuarios según el sitio web agregador de reseñas Metacritic.